# Ян, Сабине
Сабине Ян (нем. Sabine Jahn; род. 27 июня 1953, Нойруппин), в замужестве Густ (нем. Gust) — немецкая гребчиха, выступавшая за сборную ГДР по академической гребле в 1970-х годах. Чемпионка мира и Европы, обладательница серебряной медали летних Олимпийских игр в Монреале, победительница многих регат национального и международного значения.

## Биография
Сабине Ян родилась 27 июня 1953 года в городе Нойруппине, ГДР. Проходила подготовку в Берлине в столичном спортивном клубе «Берлин-Грюнау».
Первого серьёзного успеха на взрослом международном уровне добилась в сезоне 1973 года, когда вошла в основной состав восточногерманской национальной сборной и одержала победу в парных рулевых четвёрках на чемпионате Европы в Москве.
В 1975 году побывала на чемпионате мира в Ноттингеме, откуда привезла награду серебряного достоинства, выигранную в зачёте парных двоек вместе с напарницей Петрой Бёслер — в финале их опередили советские гребчихи Елена Антонова и Галина Ермолаева.
Благодаря череде удачных выступлений удостоилась права защищать честь страны на летних Олимпийских играх 1976 года в Монреале — здесь совместно с Бёслер так же стала серебряной призёркой в программе парных двоек, уступив на сей раз болгаркам Светле Оцетовой и Здравке Йордановой. По итогам сезона награждена орденом «За заслуги перед Отечеством» в бронзе.
После монреальской Олимпиады Ян ещё в течение некоторого времени оставалась в составе гребной команды ГДР и продолжала принимать участие в крупнейших международных регатах, при этом она вышла замуж за немецкого гребца Райнхарда Густа и на дальнейших соревнованиях выступала под фамилией мужа. Так, в 1977 году одержала победу в парных рулевых четвёрках на мировом первенстве в Амстердаме.
За выдающиеся спортивные достижения в феврале 1978 года удостоена почётного звания «Заслуженный мастер спорта».
Завершив спортивную карьеру, работала радиологом в Гамбурге.